# Marshallocereus aragonii
Marshallocereus aragonii ist die einzige Pflanzenart der monotypischen Gattung Marshallocereus in der Familie der Kakteengewächse (Cactaceae). Das Artepitheton aragonii ehrt Manuel Aragon, einen Direktor der Dirección General de Estadística von Costa Rica.

## Beschreibung
Marshallocereus aragonii wächst mit sich nur wenig von der Basis her verzweigenden, säulenförmigen, dunkelgrünen Trieben und erreicht bei Durchmessern von 12 bis 15 Zentimeter Wuchshöhen von 5 bis 6 Meter (selten 6 Meter). Meist wird kein deutlich erkennbarer Stamm ausgebildet. Die Triebe weisen oft ein auffälliges, helles Bandmuster auf, das das Ende des jährlichen Längenzuwachses anzeigt. Es verläuft schief vom Rücken der Rippen abwärts bis in ihre Bucht. Es sind fünf bis acht, kräftige und gerundete Rippen vorhanden, die 2 bis 3 Zentimeter hoch sind. Die ein bis drei, grauen Mitteldornen sind 2 bis 3 Zentimeter lang; die ebenfalls grauen, fünf bis neun Randdornen sind bis zu 2 Zentimeter lang.
Die trichterförmigen Blüten  öffnen sich in der Nacht und sind 6 bis 8 Zentimeter lang. Die äußeren Blütenhüllblätter sind grünlich braun, die inneren weiß. Ihr Perikarpell ist gehöckert und mit Dornen besetzt. Über die Früchte ist nichts bekannt.

## Verbreitung, Systematik und Gefährdung
Marshallocereus aragonii ist im Nordwesten von Costa Rica in Trockenwäldern in Höhenlagen ab 50 m und mit einzelnen Exemplaren bis 800 m verbreitet.
Die Erstbeschreibung als Cereus aragonii erfolgte 1902 durch Frédéric Albert Constantin Weber. Curt Backeberg stellte die Art 1951 in die ein Jahr zuvor aufgestellte Gattung Marshallocereus. Weitere nomenklatorische Synonyme sind Lemaireocereus aragonii (F.A.C.Weber) Britton & Rose (1920), Neolemaireocereus aragonii (F.A.C.Weber) Backeb. (1944), Stenocereus aragonii (F.A.C.Weber) Buxb. (1961) und Pachycereus aragonii (F.A.C.Weber) P.V.Heath (1992).
Ein taxonomisches Synonym ist unter anderem Stenocereus eichlamii (Britton & Rose) Bravo (1978).
In der Roten Liste gefährdeter Arten der IUCN wird die Art als „Least Concern (LC)“, d. h. als nicht gefährdet geführt.

## Nachweise